# Stefan Airapetjan
Stefan Airapetjan, mest känd som Stefan, född 24 december 1997 i Viljandi, är en sångare som representerade Estland i Eurovision Song Contest 2022 i Turin.